# Lenie Wielkie (gromada)
Lenie Wielkie – dawna gromada, czyli najmniejsza jednostka podziału terytorialnego Polskiej Rzeczypospolitej Ludowej w latach 1954–1972.
Gromady, z gromadzkimi radami narodowymi (GRN) jako organami władzy najniższego stopnia na wsi, funkcjonowały od reformy reorganizującej administrację wiejską przeprowadzonej jesienią 1954 do momentu ich zniesienia z dniem 1 stycznia 1973, tym samym wypierając organizację gminną w latach 1954–1972.
Gromadę Lenie Wielkie z siedzibą GRN w Leniach Wielkich utworzono – jako jedną z 8759 gromad na obszarze Polski – w powiecie lipnowskim w woj. bydgoskim, na mocy uchwały nr 24/8 WRN w Bydgoszczy z dnia 5 października 1954. W skład jednostki weszły obszary dotychczasowych gromad Lenie Wielkie, Głowina, Kamienica (bez wsi Czartowo) i Michałkowo (bez wsi Ruszkowo) ze zniesionej gminy Chalin w tymże powiecie. Dla gromady ustalono 20 członków gromadzkiej rady narodowej.
31 grudnia 1959 z gromady Lenie Wielkie wyłączono (a) wsie Michałkowo i Lenie Małe, włączając je do gromady Chalin w powiecie lipnowskim w woj. bydgoskim; oraz (b) wieś Głowina, włączając ją do gromady Rembielin w powiecie płockim w woj. warszawskim, po czym gromadę Lenie Wielkie zniesiono, włączając jej (pozostały) obszar do nowo utworzonej gromady Dobrzyń nad Wisłą w powiecie lipnowskim w woj. bydgoskim.